# Mistrzostwa Europy we Wspinaczce Sportowej 2007
Mistrzostwa Europy we wspinaczce sportowej 2007 – 7. edycja mistrzostw Europy we wspinaczce sportowej, która odbyła się w 2007 roku. Zawody w boulderingu przeprowadzono w Wielkiej Brytanii w Birmingham (w terminie 16–18 marca), a konkurencje: prowadzenie i wspinaczkę na czas w dniach 29 czerwca–3 lipca 2006 w rosyjskim Jekaterynburgu. 
Podczas zawodów wspinaczkowych zawodnicy i zawodniczki rywalizowali w 2 konkurencjach.

## Uczestnicy
57 zawodników i 41 zawodniczek podczas zawodów wspinaczkowych rywalizowali w boulderingu walcząc o mistrzostwo Europy w tej konkurencji.

### Reprezentacja Polski
- Kobiety;  Agata Modrzejewska (zajęła 24 m.).
- Mężczyźni;  Tomasz Oleksy (22 m.), Grzegorz Karolak (45 m.), a Tomasz Wojciechowski (56 m.).

## Medaliści
| Konkurencja                   | Złoto                     | Srebro                        | Brąz                  |
| ----------------------------- | ------------------------- | ----------------------------- | --------------------- |
| Mężczyźni                     |                           |                               |                       |
| bouldering (Birmingham 18.03) | Austria · David Lama      | Finlandia · Nalle Hukkataival | Czechy · Tomáš Mrázek |
| Kobiety                       |                           |                               |                       |
| bouldering (Birmingham 18.03) | Francja · Juliette Danion | Ukraina · Olha Szałahina      | Ukraina · Olha Beżko  |

## Klasyfikacja medalowa
* Gospodarz zawodów został zaznaczony tym kolorem.
| Miejsce           | Reprezentacja     | Złoto | Srebro | Brąz | Razem |
| ----------------- | ----------------- | ----- | ------ | ---- | ----- |
| 1                 | Austria           | 1     | 0      | 0    | 1     |
| 1                 | Francja           | 1     | 0      | 0    | 1     |
| 3                 | Ukraina           | 0     | 1      | 1    | 2     |
| 4                 | Finlandia         | 0     | 1      | 0    | 1     |
| 5                 | Czechy            | 0     | 0      | 1    | 1     |
| Ogółem (5 państw) | Ogółem (5 państw) | 2     | 2      | 2    | 6     |